# Центральний район (Воронеж)
Центральний район  - внутрішньоміський район Воронежа, названий за своїм розташуванням у місті.
Площа району становить 6396 га. Район є найменшим населенням у місті. Тут зосереджено історичну частину міста. Ведеться активна забудова.
Керівник управи Центрального району - Шеїна Інна Миколаївна

## Географія
Центральний район міста входить у трійку районів (Ленінський, Центральний район, Комінтернівський), що утворюють діловий та історичний центр сучасного Воронежа.
Площі: Радянська площа, площа Перемоги, Площа Нікітіна, південно-східна частина Університетської площі, східна частина Площі Застава, північно-східна частина площі Леніна. На площі Перемоги розташована стела Перемоги. На центральній площі міста розташований Кільцовський сквер зі світломузичним фонтаном.
Основні вулиці: проспект Революції, Карла Маркса, Кольцовська, Плеханівська, Ломоносова.

## Історія району
26 серпня 1957 року до Центрального району було приєднано Кагановичський район
Офіційно Центральний район було утворено 10 липня 1932 року облвиконкомом Центрально-Чорноземної області.

## Театри
Державний Воронезький академічний театр драми імені А. Кольцова - (просп. Революції, 55)
Воронезький театр ляльок «Блазень» (просп. Революції, 50)
Воронезький Камерний театр (вул. Карла Маркса, 55А)
Театр юного глядача (вул. Дзержинського, 10а)
Воронезька філармонія (Воронеж, пл. Леніна 1А)
Театр Одного (Вороніж, вул. Володарського, 37А, у будівлі кінотеатру Ілюзіон)
Дім Актора (Вороніж, вул. Дзержинського, 5)
Воронезький концертний зал (Воронеж, Театральна вул., 17)

## Фонтани
У місті у 2012 році існують фонтани:
у Петрівському сквері,
у Кольцовському сквері,
у Театру ляльок «Блазень»,
поряд з площею Перемоги,
у парку «Орлятко»,
фонтан «Парний камінь» у сквері біля Будинку Офіцерів,
фонтан на Радянській площі.

## Парки
Кільцовський сквер
Петровський сквер
Парк «Орлятко»
Дендрарій ВДЛТА (вул. Тимірязєва, доступ обмежений)
Дендрологічний парк ім. К. Д. Глінки
Центральний парк культури та відпочинку «Динамо» (вул. Леніна, вул. Березовий Гай, вул. Іподромна)
Лісопарк Науково-дослідного інституту лісової генетики та селекції (вул. Ломоносова)
Сквер Північний при ВДАУ
Ботанічний сад ім. Келера при ВДАУ
Парк дружби аграрних вузів Росії

## Архітектура району
На території району розташований Покровський кафедральний собор Воронежа (Радянська площа), Благовіщенський кафедральний собор та безліч інших храмів.

У 1786—1787 роках за проектом Джакомо Антоніо Доменіко Кваренгі як частина нездійсненого комплексу громадських будівель Будинок казенної палати (проспект Революції, 21) був зведений при генерал-губернаторі Чорткові для казенної палати.
У 1811-1813 роки за проектом міського архітектора Т. С. Кондратьєва в стилі ампір було збудовано двоповерхову будівлю, Будинок Тулінових (проспект Революції, 30). У 1818 році в цьому будинку зупинявся Олександр I, а в липні 1837 два дні провів тут спадкоємець престолу, майбутній імператор Олександр II разом з поетом Василем Жуковським.
У 1909—1910 роки за проектом інженера М. Є. Фурманова було збудовано будинок готелю «Брістоль» (проспект Революції, 43). При будівництві використали залізобетон. У цьому будинку вперше у місті запрацював вантажний ліфт.
У 1928—1932 роках за проектом архітектора М. В. Троїцького у стилі конструктивізму збудовано будівлю Управління ПВЗ (проспект Революції, 18). Під час Другої світової війни було зруйновано. У 1952 році було перебудовано автором у стилі класицизму із включенням сусідньої будівлі.
Після Великої Вітчизняної війни під час відновлення Воронежа існував проект воронезького архітектора Л. У. Руднєва будівництва адміністративного будинку «Будинок Рад». Передбачалося звести будинок з приблизно 16-18 поверхами. Його загальна висота зі шпилем мала скласти 103 метри, що в півтора рази більше, ніж висота будівлі ПЗЗ. На шпилі мала розміститися зірка (прим. швидше за все п'ятикутна). Будівлю планувалося побудувати багатоярусним, що звужується з висотою. Замість вежі звели 7-поверховий будинок, який нині займає адміністрація Воронезької області. Така ж доля спіткала і будівлю Воронезького Державного університету, яка мала стати такою високою як будівлі МДУ.
Часті пожежі, що траплялися у Воронежі протягом XVIII століття, знищили багато пам'яток Петровського часу. Палац Петра з цитаделлю пізніше був перетворений на шерстомийню. Цейхгауз на острові, також спочатку перетворений на шерстомийню, але за Високим указом куплений з приватних рук і подарований місту, з умовою відповідальності за цілість дорогоцінного пам'ятника. Наприкінці ХІХ століття у ньому розміщувався петровський яхт-клуб. Під час Великої Вітчизняної війни його було зруйновано. Після створення Воронезького водосховища його руїни зникли під водою. На цьому місці було намито Петровський острів.
Будинок казенної палати (проспект Революції, 21) був зведений при генерал-губернаторі Чорткові для казенної палати в 1786-1787 роках за проектом Джакомо Антоніо Доменіко Кваренгі як частина нездійсненого комплексу громадських будівель.
Будинок Тулінових (проспект Революції, 30) — двоповерховий будинок, збудований у стилі ампір у 1811—1813 рр. н. за проектом міського архітектора Т. С. Кондратьєва. У 1818 році в цьому будинку зупинявся Олександр I, а в липні 1837 два дні провів тут спадкоємець престолу, майбутній імператор Олександр II разом з поетом Василем Жуковським.
будинок №31 (Авіаційна вулиця) – збудовано близько 1901 року. До 1918 належав кравчині А. Н. Скуратової. З 1907 по 1918 вона жила зі своїм чоловіком - поляком, дворянином А.-Д. У. Юхневич, який закінчив університет та інститут інженерів шляхів сполучення в Санкт-Петербурзі, був кандидатом фізико-математичних наук. У Воронежі він з 1893 року працював керуючим товариства «Глинозем», який займався виробництвом цегли, використаний при будівництві багатьох будівель міста Воронежа. У 1913-1917 роки А.-Д. У. Юхневич був голосним міської Думи.
будинки №37, 39 (Авіаційна вулиця) – будівлі входили в одну садибу, в якій з середини 1880-х років до 1918 року жив Іван Карпович Воронов – відомий статист, краєзнавець, літератор.
- Кам'яний міст — міст біля перетину вулиць Карла Маркса і Чернишевського, який був збудований у серпні-вересні 1826 р. за проектом міського архітектора І. А. Бліцина при губернаторі М. І. Кривцове, який розпочав активний благоустрій міста. У 1984—1986 рр. н. до 400-річчя міста було проведено оновлення моста, виконане за проектом архітектора А. В. Поспєлова.

На території активно ведеться будівництво нових будівель.